# Belostoma aurivillianum
Belostoma aurivillianum – gatunek wodnego pluskwiaka z podrzędu różnoskrzydłych i rodziny Belostomatidae.

## Taksonomia
Gatunek ten opisany został w 1899 roku przez A. L. Montandona jako Zaitha aurivilliana.

## Opis
Ciało wydłużone, długości 33 do 36 mm, szerokości nasady przedplecza 12 do 13 mm i szerokości maksymalnej półpokryw 14,5 do 15,2 mm. Przedplecze i półpokrywy pokryte drobnymi, brązowozłotymi, łuskowatymi szczecinkami. Przedplecze i tarczka z wyraźną, żółtawym żeberkiem środkowym. Owłosienie brzusznej strony odwłoka nie sięga wieczka płciowego lub sięga je nie pokrywając całkowicie connexivum.

## Rozprzestrzenienie
Neotropikalny gatunek wykazany z Paragwaju, Boliwii, Surinamu, Wenezueli oraz brazylijskich stanów: Pará, Acre, Roraima, Mato Grosso, Goiás, Minas Gerais, São Paulo, Rio de Janeiro, Parana, i Rio Grande do Sul.